# Adam Kandziora
Adam Kandziora (ur. 17 grudnia 1913 w Lisewie, zm. 4 września 1939 w Wylazłowie) – podchorąży obserwatora Wojska Polskiego. 

## Życiorys
Syn Władysława Kandziory i Kazimiery z domu Dobrowolskiej. Po zdaniu egzaminu dojrzałości w poznańskim gimnazjum im. Ignacego Jana Paderewskiego rozpoczął studia na Wydziale Prawa Uniwersytetu Poznańskiego. Przerwał je i wstąpił do 56 pułku piechoty, a następnie uzyskał przeniesienie do Dęblina, gdzie ukończył Szkołę Podchorążych Lotnictwa (XII promocja). W czerwcu 1939 został skierowany do odbycia praktyki w 3 pułku lotniczym w Poznaniu. 
W kampanii wrześniowej walczył, jako obserwator 32 eskadry rozpoznawczej, która została przydzielona do dyspozycji dowódcy lotnictwa Armii Łódź. 5 września 1939 był dowódcą załogi, w skład której wchodzili kapral pilot Edward Kościelny i kapral strzelec Kazimierz Tyrakowski. Wystartowali z lotniska w Sokolnikach samolotem PZL.23 Karaś, wykonując realizację lotu bojowego w celu rozpoznania rejonu Turek-Wieluń. Samolot został zestrzelony przez Messerschmitta Bf-109 Luftwaffe podczas walki powietrznej nad wsią Wylazłów, cała załoga poległa. Miejscem ich spoczynku była wspólna mogiła na miejscu katastrofy w Pęczniewie, w 1985 miała miejsce ekshumacja, obecnie miejscem spoczynku jest cmentarz wojskowy w Małej Śluzie na Cytadeli Poznańskiej. 
Pchor. Adam Kandziora został 13 września 1939 pośmiertnie mianowany na stopień podporucznika ze starszeństwem z 31 sierpnia 1939 w korpusie oficerów lotnictwa, grupa liniowa oraz w 1947 odznaczony Krzyżem Walecznych.